# Phaeotrichum benjaminii
Phaeotrichum benjaminii är en svampart som beskrevs av Malloch & Cain 1972. Phaeotrichum benjaminii ingår i släktet Phaeotrichum och familjen Phaeotrichaceae.   Inga underarter finns listade i Catalogue of Life.